# Hey Stoopid (píseň)
„Hey Stoopid“ je singl amerického rockového zpěváka Alice Coopera, který byl titulní skladbou na albu Hey Stoopid. Byl to nejúspěšnější singl alba, další dva singly jsou: „Feed My Frankenstein“ a „Love's Loaded Gun“. Na skladbě pracovali jako hosté i Ozzy Osbourne, Slash a Joe Satriani.

## Obsazení
- Alice Cooper – zpěv, harmonika
- Mickey Curry – bicí
- Hugh McDonald – basová kytara
- Joe Satriani – kytara
- Slash – kytara
- Ozzy Osbourne – doprovodné vokály